# 喜马拉雅盔兰
喜马拉雅盔兰（学名：Corybas himalaicus）为兰科盔兰属下的一个种。

## 扩展阅读
- 腾冲首次发现喜马拉雅铠兰和铠兰两种铠兰属植物 （页面存档备份，存于）